# Bunny Drop
Bunny Drop (うさぎドロップ, Usagi Doroppu) is een Japanse josei manga, geschreven door Yumi Unita. De serie verscheen in het maandelijkse magazine Feel Young van oktober 2005 tot april 2011. De hoofdstukken werden vanaf oktober 2010 gebundeld in acht wide-ban volumes door Shodensha. Drie volumes zijn sinds maart 2011 vertaald naar het Engels door Yen Press, dat de officiële vertaalrechten voor de V.S. in handen heeft. Tussen 8 juli 2011 en 16 september 2011 werd in Japan een animeserie uitgezonden door Production I.G. Daarbovenop werd in Japan ook een live-action film voor het eerst vertoond op 20 augustus 2011. Het eerste deel van een spin-off getiteld Bangaihen, eveneens door Unita geschreven, verscheen in de Young Feel-uitgave van juli 2011. De serie volgt de dertigjarige Daikichi die de voogd wordt van Rin, de onwettige zesjarige dochter van zijn grootvader.